# Valérie Tasso
Valérie Tasso (ur. 23 stycznia 1969) – francuska pisarka, badaczka, terapeutka uzależnienia od seksu, autorka bestsellerowej autobiografii Dziennik nimfomanki. Obecnie mieszka w Barcelonie.
Po licencjacie z ekonomii i językoznawstwa stosowanego ukończyła zarządzanie na uniwersytecie w Strasburgu, a w 2006 ukończyła studia podyplomowe z seksuologii (terapii uzależnienia od seksu) w Instytucie Seksuologii (IN.CI.SEX El Instituto de Sexología), będącym częścią Uniwersytetu Alcalá de Henares w Madrycie.
Pracowała w Barcelonie między innymi jako starsza specjalistka do spraw public relations. Po traumatycznym związku z psychopatą, który pozostawił ją z długami, została luksusową prostytutką. Swoje losy opisała w wydanej w 2003 roku autobiografii, którą zekranizowano w 2008 roku.

## Literatura
- 2003: Diario de una ninfómana (Dziennik nimfomanki)
- 2005: Paris la nuit
- 2006: El otro lado del sexo
- 2008: Antimanual de sexo